# Sonny Laiton
Sonny Patrick Arotiana Laiton (* 28. Januar 2000 in Saint-Louis, Réunion) ist ein madagassisch-französischer Fußballtorwart.

## Verein
Der Torhüter spielte in seiner Jugend für diverse Vereine auf der Insel Réunion, ehe er 2015 in den Nachwuchs des französischen Zweitligisten AJ Auxerre wechselte. Dort spielte Laiton ab der Saison 2017/18 für die fünftklassigen Reservemannschaft und kam am 14. August 2018 auch erstmals für die Profis in einem Ligapokalspiel gegen Gazélec FC Ajaccio (3:1) zum Einsatz. Sein Debüt in der Ligue 2 feierte der Torhüter zu Auftakt der Saison 2020/21, als er im Heimspiel gegen den FC Sochaux (0:2) in der 40. Minute für Ousoumane Camara eingewechselt wurde, nachdem Stammtorhüter Donovan Léon die Rote Karte erhalten hatte. Ab dem Sommer 2022 war er dann leihweise für eine Spielzeit beim Drittligisten Stade Briochin aktiv. Am 1. Juli 2024 wurde sein Vertrag in Auxerre nicht mehr verlängert und der Torhüter war bis zur folgenden Winterpause vereinslos, ehe ihn im Februar 2025 der luxemburgische Zweitligist FC Avenir Beggen verpflichtete.

## Nationalmannschaft
Von 2016 bis 2019 absolvierte der Torhüter insgesamt sechs Partien für diverse französische Jugendauswahlen. Am 22. März 2024 debütierte Laiton dann für die A-Nationalmannschaft von Madagaskar in einem Testspiel gegen Burundi. Beim 1:0-Heimsieg im Stade Municipal de Mahamasina von Antananarivo stand er über die kompletten 90 Minuten auf dem Feld.